# Herrenberg (Castell)
Der Herrenberg ist ein 397 m ü. NHN hoher Berg in der Gemeinde Castell im Steigerwald. Er liegt im östlichen Teil des Landkreises Kitzingen in Unterfranken.

## Geographische Lage
Der Berg liegt unmittelbar südöstlich des Weinortes Castell. Er ragt weit in die vorgelagerte flachere Landschaft hinein, die rund 80 Meter Höhenmeter tiefer liegt. Dadurch wirkt er vor allem von der Südseite sehr markant und bietet eine gute Aussicht. Der westliche Hang ist vollständig von Weinbergen überzogen. Der Berg ist nur an der Ostseite bewaldet.

## Sehenswürdigkeiten

### Burgstall Oberschloss
Der Burgstall Oberschloss ist eine abgegangene Höhenburg.

### Turmhügel Altcastell
Der Turmhügel Altcastell ist eine abgegangene Turmhügelburg, der erstmals im 9. Jahrhundert erwähnt wurde.